# ニューファンドランド夏時間
| UTC-3:30 | ニューファンドランド標準時 （ニューファンドランド夏時間はUTC-2:30） |
| UTC-4    | 大西洋標準時（大西洋夏時間はUTC-3）                                 |
| UTC-5    | 東部標準時（東部夏時間はUTC-4）                                     |
| UTC-6    | 中部標準時（中部夏時間はUTC-5）                                     |
| UTC-7    | 山岳部標準時（山岳部夏時間はUTC-6）                                 |
| UTC-8    | 太平洋標準時（太平洋夏時間はUTC-7）                                 |
| UTC-9    | アラスカ標準時（アラスカ夏時間はUTC-8）                             |
| UTC-10   | ハワイ・アリューシャン標準時                                        |

| UTC+10 | チャモロ標準時 |
| UTC-11 | サモア標準時   |

ニューファンドランド夏時間（ニューファンドランドなつじかん、Newfoundland Daylight Time：略称NDT）は、ニューファンドランド標準時の夏時間のことである。
協定世界時（UTC）を2時間30分遅らせた標準時で、ニューファンドランド標準時より1時間進めた時間である。
3月の第2日曜日午前2時から11月の第1日曜日午前2時までの期間、適用される。

## 歴史
1988年に州政府が倍の夏時間制（1時間ではなく2時間時刻をずらす）を実験した。しかし、秋には子供たちが暗い中で登校しなければならないなど、評判が良くなく、翌年から従前に復した。
2006年までは4月の第1日曜日から10月の最終日曜日までの期間であった。2007年から他の北米地域と同様、期間の延長が行われた。